# Mankanza
Mankanza este un oraș în  provincia Kasai-Occidental, Republica Democrată Congo. În 2012 avea o populație de 18 968 de locuitori, iar în 2004 avea 15 482.